# Acrinatrina
Acrinatrina é um piretróide utilizado como acaricida e inseticida. Tem aplicação na cultura de citrus no combate ao ácaro da leprose.